# Matti Lähitie
Matti Lähitie, född 13 februari 1985 i Björneborg, är en finländsk före detta fotbollsspelare. Han spelade främst som försvarare.